# Hales Castle
Hales Castle är ett slott i Storbritannien.   Det ligger i grevskapet Somerset och riksdelen England, i den södra delen av landet, 150 km väster om huvudstaden London. Hales Castle ligger 136 meter över havet.
Terrängen runt Hales Castle är platt, och sluttar norrut.Runt Hales Castle är det ganska tätbefolkat, med 239 invånare per kvadratkilometer. Närmaste större samhälle är Frome, 4,1 km nordväst om Hales Castle. Trakten runt Hales Castle består i huvudsak av gräsmarker.